# Kátay Zoltán
Kátay Zoltán (Budapest, 1951. január 17. – 2007. augusztus 27.) magyar jogász, politikus, országgyűlési képviselő.

## Életpályája

### Iskolái
Az általános iskolát Nógrádszakálon kezdte, majd Budapesten fejezte be. 1969-ben érettségizett a Kossuth Zsuzsanna Gimnáziumban. 1972–1973 között a József Attila Tudományegyetem Jogtudományi Karának hallgatója volt. 1973–1977 között az Eötvös Loránd Tudományegyetem Jogtudományi Karának hallgatója volt. 1980-ban jogi szakvizsgát tett.

### Pályafutása
1969–1973 között a Pesti Központi Kerületi Bíróságon jegyzőkönyvvezetőként dolgozott. 1971–1973 között sorkatonai szolgálatot teljesített.  1973–1977 között a XX. Kerületi Tanács V.B. Igazgatási Osztályán szabálysértési ügyintézője volt.  1977–1981 között az Országos Testnevelési és Sporthivatal (OTSH) ügyintézője, majd jogtanácsosa volt. 1981–1990 között a Péterfy Sándor U. Kórház és a Korányi Kórház jogsegélyszolgálatának vezetője és jogtanácsosa volt. 1984-től a Magyar Naturisták Egyesülete tagja volt.  1986–1990 között az Országos Közművelődési Központ jogtanácsosaként tevékenykedett. 1995-től ügyvéd volt.

### Politikai pályafutása
1988-tól az MDF tagja volt. 1989–1990 között az MDF XI. kerületi szervezetének ügyvezetője volt. 1990–1992 között a Nemzetbiztonsági bizottság tagja, 1992–1994 között alelnöke volt. 1990–1994 között országgyűlési képviselő (Budapest XI. kerülete) volt. 1990–1994 között a Szociális, családvédelmi és egészségügyi bizottság tgaja volt. 1994-ben országgyűlési képviselőjelölt volt.

## Családja
Szülei: Kátay Aladár és Stvrteczky Éva voltak. 1981-ben házasságot kötött Csanády Ilonával.